# ساب ۲۹ تونان
ساب ۲۹ تونان (به انگلیسی: Saab 29 Tunnan) یک هواگرد ساختِ کارخانهٔ گروه ساب در کشور سوئد است که در سال ۱۹۵۰ ساخته شد. نخستین استفاده‌کنندهٔ این هواپیما نیروی هوایی سوئد بوده‌است. این هواگرد برای نخستین بار در ۱ سپتامبر ۱۹۴۸ میلادی مورد استفاده قرار گرفت.